# Халина Конопацка
Халина Конопацка (пољ. Halina Konopacka, удата Матушевски па Шербињски — пољ. Matuszewski, Szerbiński; Рава Мазовјецка, 26. фебруар 1900 — Дејтона Бич, 28. јануар 1989) је била пољска атлетичарка и први спортиста који је освојио златну медаљу за Пољску на Олимпијским играма.

## Биографија
Рођена је 26. фебруара 1900. у имућној породици у месту Рава Мазовјецка. Пар година после њеног рођења породица се сели у Варшаву. У Варшави је уписала Филолошки факултет и тада постаје чланица клуба АЗС Варшава.
Халина Конопацка је спортску каријеру почела бавећи се скијањем. На наговор другарица почела је да се бави атлетиком, а њен таленат за бацање диска открио је тадашњи тренер селекције Пољске Maurice Bacquet. Већ након годину дана, 1924. године освојила је првенство Пољске у бацању диска и бацању кугле. Била је свестран спортиста и освојила је 25. титула првака државе у неколико атлетских дисциплина. Током своје спортске каријере такмичила се за клуб АЗС Варшава (пољ. AZS Warszawa). Након завршетка атлетичарске каријере играла је тенис у мешовитом дублу заједно са Чеславом Спихалом (пољ. Czesław Spychała).
Једно од најбитнијих достигнућа у животу јој је учешће на Олимпијским играма 1928. године када је освојила златну медаљу у бацању диска. До краја каријере није побеђена у бацању диска ни на једном такмичењу. Престала је са активном спортском каријером 1931. године. Те године се и удала за пољског политичара и будућег министра финансија Игнација Матушевског (пољ. Ignacy Matuszewski).
Спортски коментатори су јој дали надимак Чербјета (пољ. Czerbieta) који је у ствари игра речи и означава спој пољских речи црвена и жена (пољ. czerwona kobieta). Овај надимак је добила пошто је увек наступала у црвеном џемперу и капи.
Сем спортом Халина Конопацка се бавила писањем прича и сликањем. Писала је у новинама Вјадомошћи Литерацкје (пољ. Wiadomości Literackie) и Скамандер (пољ. Skamander). Године 1929. је издана збирка њених прича „Једнога дана“ (пољ. Któregoś dnia). Такође је обављала разне функције у спорту - била је чланица управе Међународне федерације женских спортова, председник Варшавског одељења Удружења ширења физичке културе за жене. Такође је била активан учесник у Пољском Олимпијском покрету и Савезу пољских спортских савеза.
Када је избио Други светски рат, заједно са првим мужем је избегла у Француску, а после окупације Француске, одлази у САД у Њујорк. Први муж јој умире 1946. године, а она се потом удаје за Јежија Шчебрбињског. Међутим 1959. године поново постаје удовица и сели се на Флориду. Преминула је на Флориди, 28. јануара 1989. године, а после пар месеци посмртни остаци су јој пренети у Варшаву.
Два пута је проглашавана за спортску личност године у избору најстаријих спортских новина у Пољској — Спортског прегледа (пољ. Przegląd Sportowy). Прва у избору је била 1927. и 1928. године, док се 1926. године нашла на другом месту, иза Вацлава Кухара (пољ. Wacław Kuchar)

## Лични рекорди
- бацање диска 39,62 м
- бацање копља 34,83 м
- бацање кугле 11,33 м
- скок увис 1,38 м
- скок удаљ 5,12 м

## Спортски резултати
- ОИ у Амстердаму 1928. — златна медаља и светски рекорд резултатом 39,62.
  - Те године Халина Конопацка је проглашена за Мис Олимпијаде у Амстердаму[7].
- Светске игре за жене (енгл. Women's World Games) 
  - 1926. — 1. место у бацању диска, 3. место у бацању кугле са две руке и 5 место у бацању копља са две руке.
  - 1930. — 1. место у бацању диска
- Три пута постизала светски рекорд у бацању диска — 1926. године са 34,15 m; 1927. године са 39,18 и 1928. године са 39,62 m[3]
- 27 пута првакиња Пољске у разним дисциплинама (бацању кугле, диска и копља, скока увис, тробоја, петобоја и штафете 4x75 m, 4x100 m, 4x200 m)[3].